# Bröshagen
Bröshagen är en sjö i Malung-Sälens kommun i Dalarna och ingår i Dalälvens huvudavrinningsområde. Sjön har en area på 0,203 kvadratkilometer och ligger 401,1 meter över havet. Sjön avvattnas av vattendraget Ällingån. Vid provfiske har abborre, gädda och mört fångats i sjön.

## Delavrinningsområde
Bröshagen ingår i det delavrinningsområde (673391-136739) som SMHI kallar för Inloppet i Niställingsnoret. Medelhöjden är 457 meter över havet och ytan är 4,56 kvadratkilometer. Räknas de 5 avrinningsområdena uppströms in blir den ackumulerade arean 54,89 kvadratkilometer. Ällingån som avvattnar avrinningsområdet har biflödesordning 3, vilket innebär att vattnet flödar genom totalt 3 vattendrag innan det når havet efter 407 kilometer. Avrinningsområdet består mestadels av skog (64 procent) och sankmarker (25 procent). Avrinningsområdet har 0,2 kvadratkilometer vattenytor vilket ger det en sjöprocent på 4,4 procent.